# Nonnenberg (Flensburg)
Der Nonnenberg (auch: Margarethenberg) ist ein bronzezeitlicher Grabhügel, auf dem ein Grenzstein Flensburgs  steht. Er befindet sich nördlich von Schäferhaus im Stadtteil Friesischer Berg.

## Geschichte

### Von der Bronzezeit bis ins 18. Jahrhundert
Der bronzezeitliche Grabhügel liegt inmitten eines Walls, der von Westen nach Osten verläuft und der die Grenze nach Harrislee markiert. Wann dieser „Stadtgrenzwall“ aufgeschüttet wurde, ist unklar. Der Grenzstein Flensburgs wurde 1601 auf dem ungefähr 3,50 Metern hohen Hügel errichtet. Der Name „Nonnenberg“ für den Grabhügel ist seit dem Jahr 1768, auf Grundlage einer damals entstandenen Stadtkarte, bezeugt. Eine später bezeugte Namensvariante ist „Nunnenberg“, aus dem Jahr 1779. Der Name des Hügels könnte auf Nonnen hindeuten. Ob Nonnen aber in der dortigen Umgebung überhaupt gewirkt haben, ist unbekannt. In Flensburg existierte das Franziskanerkloster St. Katharinen. Östlich von Flensburg lag beim heutigen Glücksburg das Zisterzienserkloster Rüde. Der Grund für die Benennung des Grabhügels ist somit unklar. Die Stadtkarte von 1768 (wie auch die Stadtkarte von 1779) nennt den auf dem Hügel stehenden Stein als Grenzstein Nummer 44.

### Ausgrabung 1958
Da der Nonnenberg durch den neu eingerichteten Truppenübungsplatz gefährdet schien, es wurde mit Schanzarbeiten gerechnet, wurde seine Hügelformation 1958 genauer untersucht. Dabei entdeckte man in der Erde vier aus Steinhaufen bestehende Gräber. Im Grab 1 unter dem Kernhügel befand sich ein gut erhaltener Holzsarg. Leichenspuren waren nicht zu erkennen. Das Grab war geplündert worden und barg daher keine Beigaben mehr. Grab 2, südlich unterhalb von Grab 1, war ein Doppelgrab, das ebenfalls geplündert worden war. Dort fand man einen Bronzedolch. Von den Leichen waren ebenfalls keine Spuren mehr erkennbar. Im ebenfalls zuvor schon geplünderten Grab 3, das südlich unterhalb des Grabes 2 lag, war noch eine graue schmierige Erdschicht erkennbar, die auf die Leiche hindeutete. In der von den Plünderern durchwühlten Erde befanden sich das Bruchstück eines gedrehten Bronzefibelbügels, eine Bronzenadel sowie ein kleiner gebogener Goldring. Grab 4 befand sich nördlich von Grab 1 im Hügel. Nach Entfernung der oberen Steinschichten wurde ein Holzsarg entdeckt, der teilweise noch fest war. Von der Leiche waren noch verstreute Knochen außerhalb des Sarges zu finden. Beigaben waren nicht zu finden, das Grab war auch geplündert worden. Bei weiteren Untersuchungen wurde jedoch festgestellt, dass unter diesem Grab verdeckt noch ein weiteres Grab mit einem Baumsarg zu finden war. In diesem befanden sich ein Haarschopf mit einer Golddrahtspirale, eine Bernsteinspirale sowie ein Bronzedolch.